# ريمون كريدر
ريمون كريدر (بالهولندية: Raymond Kreder)‏ (و. 1989  م) هو دراج على المضمار، وراكب دراجة هوائية، من مملكة هولندا، شارك في طواف إسبانيا.

## سباقات أو مراحل فاز بها
| التاريخ        | السباق                     | المركز                                         |
| -------------- | -------------------------- | ---------------------------------------------- |
| 09 أبريل 2006  | Paris-Roubaix Juniors 2006 | الفائز في التصنيف العام                        |
| 20 مايو 2012   | طواف النرويج 2012          | الرابع في تصنيف النقاط                         |
| 10 يونيو 2012  | ProRace Berlin 2012        | الثالث في التصنيف العام                        |
| 09 يونيو 2013  | ProRace Berlin 2013        | السادس في التصنيف العام                        |
| 25 أغسطس 2013  | طواف فاتينفول 2013         | المرتبة 14 في التصنيف العام                    |
| 18 مايو 2014   | Velothon Berlin 2014       | الفائز في التصنيف العام                        |
| 16 أغسطس 2014  | طواف أين 2014              | الرابع في تصنيف النقاط                         |
| 24 أغسطس 2014  | طواف فاتينفول 2014         | العاشر في التصنيف العام                        |
| 14 فبراير 2016 | طواف ألميريا 2016          | السادس في التصنيف العام                        |
| 12 مارس 2016   | روند فان درينثي 2016       | الرابع في التصنيف العام                        |
| 08 مايو 2016   | أربعة أيام من دونكيرك 2016 | الثاني في تصنيف النقاط                         |
| 25 مارس 2018   | طواف توتشيغي 2018          |                                                |
| 03 يونيو 2018  | طواف كوريا 2018            | الأول في تصنيف النقاط، الخامس في التصنيف العام |
| 31 أكتوبر 2018 | طواف هاينان 2018           | الأول في تصنيف النقاط                          |
| 01 يناير 2019  | ستير فان زوول 2019         |                                                |
| 24 مارس 2019   | طواف توتشيغي 2019          | الفائز في التصنيف العام                        |
| 06 أبريل 2022  | طواف تايلاند 2022          |                                                |

## روابط خارجية
- ريمون كريدر على موقع الاتحاد الدولي للدراجات (الإنجليزية)
- ريمون كريدر على موقع أرشيف الدراجات (الإنجليزية)
- ريمون كريدر على موقع إحصائيات الدراجات الإحترافية (الإنجليزية)
- ريمون كريدر على موقع نسبة الدراجات (الإنجليزية)